# Denis Rimowitsch Chismatullin
Denis Rimowitsch Chismatullin (russisch Денис Римович Хисматуллин; * 28. Dezember 1984 in Neftekamsk) ist ein russischer Schachmeister.

## Leben
Chismatullin ist der erste und einzige Großmeister aus der russischen Teilrepublik Baschkortostan. Er war mehr als zwei Jahre lang Sekundant von Dmitri Jakowenko. Chismatullin beendete das Studium an der Staatlichen Technischen Erdöluniversität in Ufa, Fachrichtung Bohrung der Öl- und Gasquellen.
Chismatullin siegte oder belegte vordere Plätze bei mehreren Turnieren: 1. Platz beim Turnier in Serpuchow (2002), 2.–3. Platz beim Neschmetdinow Memorial in Kasan (2006), 1.–3. Platz bei der 6. Meisterschaft der Region Kasan (2008) und 2.–4. Platz bei der 62. russischen Meisterschaft Höhere Liga in Ulan-Ude (2009). Chismatullin siegte bei dem 5. Gubernators Pokal Ugra in Chanty-Mansijsk (2009).  Bei der 62. russischen Meisterschaft Superfinal (2009) in Moskau war er Sechster. Bei der 63. russischen Meisterschaft Höhere Liga in Irkutsk (2010) war er auf dem 2.–10. Platz, nach der Feinwertung Zweiter.
Chismatullin erhielt im Jahr 2004 den Großmeister-Titel, die erforderlichen Normen erfüllte er 2002 und 2003 bei zwei Turnieren in Serpuchow. Er qualifizierte sich für den Schach-Weltpokal 2013, wo er in der ersten Runde an seinem Landsmann Michail Kobalija scheiterte.
In der russischen Mannschaftsmeisterschaft spielte Chismatullin 2005 und 2006 für Yunilain Samara, 2008 für Spasio Moskau, 2009 bis 2012 für Tomsk-400, mit denen er 2009 und 2012 Meister wurde, seit 2013 spielt er für Jugra Chanty-Mansijsk. Am European Club Cup nahm er 2009, 2011 und 2012 mit Tomsk-400 und 2013 mit Jugra Chanty-Mansijsk teil. Er erreichte 2011 das beste und 2009 das zweitbeste Einzelergebnis der Reservespieler.
Im März 2014 erreichte er seine höchste Elo-Zahl von 2714.

### Unterstützung des russischen Überfalls auf die Ukraine
Chismatullin ist ein Befürworter des russischen Überfalls auf die Ukraine 2022. Für propagandistische Zwecke reiste er an die Front. Gemeinsam mit dem russischen Schachgroßmeister Sergey Karjakin, der für seine Unterstützung des Überfalls von der FIDE sanktioniert wurde, nahm er dort an Fototerminen mit russischen Soldaten teil. Der polnische Spieler Jan-Krzysztof Duda verweigerte im Dezember 2023 Khismatullin wegen dessen politischer Haltung den obligatorischen Handschlag.